# Menden-Holthausen
Menden-Holthausen is een stadsdeel in het zuiden van Mülheim an der Ruhr in Noordrijn-Westfalen in Duitsland.
Menden ligt aan de Uerdinger Linie, in het traditionele gebied van het Nederlandstalige dialect Limburgs.